# Fédération mondiale de danse sportive
 (janvier 2016).
La Fédération mondiale de danse sportive (World Dance Sport Federation - WDSF, anciennement International Dance Sport Federation - IDSF), est la fédération internationale de danse sportive et de danse en fauteuil roulant, à ce titre reconnue par le Comité international olympique (CIO) et Comité international paralympique (CIP). Elle est fondée en 1957 sous le nom d'International Council of Amateur Dancers (ICAD), prend en 1990 celui d'IDSF et en 2011 son nom actuel, soulignant le caractère global et continu de l'organisme.

## Histoire
- 1909 Premiers championnats non officiels de danse de salon à Paris
- 1957 Fondation de l'ICAD le 12 mai 1957 à Wiesbaden
- 1960 Première diffusion télévisée de danse sportive
- 1990 L'ICAD prend le nom d'IDSF
- 1992 Devient membre de la General Association of International Sports Federations (GASIF), aujourd'hui SportAccord
- 1997 Reconnaissance par le CIO
- 2001 Adhésion à la législation antidopage de l'AMA
- 2008 L'IDSF et le Comité international paralympique collaborent pour promouvoir la danse sportive en fauteuil roulant
- 2010 Ouverture de l'IDSF aux professionnels
- 2011 L'IDSF prend le nom de WDSF le 19 juin 2011

## Membres
La WDSF compte 107 organismes nationaux membres (61 en Europe, 24 en Asie, 13 en Amérique, 5 en Afrique, 2 aux États-Unis et 2 en Océanie), dont 68 sont reconnus par le Comité international olympique.
| Afrique | Amériques | Asie-Pacifique | Europe |
| Membres à part entière | Membres à part entière | Membres à part entière | Membres à part entière |
| --- | --- | --- | --- |
| - Botswana (Botswana DanceSport Association) - Lesotho (Lesotho Dance Sport Association) - Afrique du Sud (DanceSport South Africa) | - Argentine (Asociación Argentina de Baile Deportivo) - Canada (Canada DanceSport) - Chili (Federación Deportiva Chilena de Baile Deportivo y Competición) - Équateur (Federación Ecuatoriana de Baile Deportivo) - Mexique (Federación Mexicana de Baile y Danza Deportiva A.C) - Trinité-et-Tobago (National Ballroom Dance Association of Trinidad and Tobago) - États-Unis (USA Dance) | Asie - Azerbaïdjan (Azerbaijan Dance Sport Federation) - Chinese Taipei (Chinese Taipei DanceSport Federation) - Hong Kong (Hong Kong DanceSport Association Limited) - Inde (All India Dance Sport Federation) - Indonésie (Indonesian Dancesport Association) - Japon (Japan DanceSport Federation) - Kazakhstan (DanceSport Federation of Kazakhstan) - Kirghizistan (Dance Sport Federation of the Kyrgyz Republic) - Liban (Lebanese Dance Sport Federation) - Macao (Macau DanceSport Federation) - Malaisie (Malaysia DanceSport Federation) - Chine (Chinese DanceSport Federation) - Philippines (DanceSport Council of the Philippines, Inc) - Singapour (Singapore DanceSport Federation) - Corée du Sud (Korean Federation of DanceSport) - Thaïlande (Thailand DanceSport Association) - Ouzbékistan (Uzbekistan Dance Sport Federation) - Viêt Nam (Vietnam DanceSport Association) Pacifique - Australie (Dancesport Australia Ltd.) - Nouvelle-Zélande (New Zealand Dancesport Association) | \| - Albanie (Albanian Dance Sport Federation) - Andorre (Federació Andorrana de Ball Esportiu) - Arménie (Armenian Dance Sport Federation) - Autriche (Austrian DanceSport Federation) - Biélorussie (Belarus Dance Sport Alliance) - Belgique (Belgian Dancesport Federation) - Croatie (Croatian Dance Sport Federation) - Chypre (Cyprus Federation of Social and Sport Dance) - République tchèque (Czech Dance Sport Federation) - Danemark (Danmarks Sportdanserforbund) - Angleterre (DanceSport England) - Estonie (Estonian Dance Sport Association) - Finlande (Finnish Dance Sport Federation) - France (Fédération Française de Danse) - Géorgie (Georgian National DanceSport Federation) - Allemagne (Deutscher Tanzsportverband e.V.,) - Grèce (National DanceSport Federation of Greece) - Hongrie (Hungarian Dancesport Association) - Islande (Icelandic Dance Sport Federation) - Irlande (DanceSport Federation of Ireland) - Israël (Israel Dance Sport Federation) - Italie (Federazione Italiana Danza Sportiva) - Lettonie (Latvian Dance Sport Federation) - Liechtenstein (Liechtensteiner Tanzsportverband) \| - Lituanie (Lithuanian Dance Sport Federation) - Luxembourg (DanceSport Federation Luxembourg ) - Macédoine (Macedonian Dance Sport Federation) - Malte (Malta Dancesport Association) - Moldavie (Moldova Dance Sport Federation) - Monaco (The Monaco DanceSport Association ) - Monténégro (Montenegro Dance Sport Federation) - Pays-Bas (Nederlandse Algemene Danssport Bond) - Norvège (Norges Danseforbund) - Pologne (Dance Sport Federation Poland) - Portugal (Federacao Portuguesa de Danca Desportiva) - Roumanie (Romanian DanceSport Federation) - Russie (All Russian Federation of DanceSport and Acrobatic Rock'n'Roll) - Saint-Marin (San Marino DanceSport Federation) - Écosse (DanceSport Scotland) - Serbie (DanceSport Federation of Serbia) - Slovaquie (Slovak Dance Sport Federation) - Slovénie (DanceSport Federation of Slovenia) - Espagne (Spanish DanceSport Federation) - Suède (Svenska Danssportförbundet) - Suisse (Schweizer Tanzsport Verband) - Turquie (Turkish DanceSport Federation) - Ukraine (All Ukrainian DanceSport Federation) - Pays de Galles (DanceSport Wales) \| |
| Membres provisoires | | | |
| - Cameroun (Fédération Camerounaise Des Danses Sportives et Assimilé) - Zimbabwe (Zimbabwe Amateur Dance Sport Association) | - Guatemala (Asociación Deportiva Nacional de Baile de Guatemala) - Uruguay (Asociación Uruguaya de DanceSport) - Brésil (Conselho Nacional de Dança Desportiva e de Salão) - Bolivie (Federacion Boliviana de Baile Deportivo) - Colombie (Federación Colombiana de Baile Deportivo) - Pérou (Federación Deportiva de Danza Deportiva) - République dominicaine (Federacion Dominicana Baile de Salón Deportivo) | - Mongolie (Mongolian Dancesport Federation) - Turkménistan (Turkmenistan Federation of DanceSport) | - Bulgarie (Bulgarian Dance Sport Federation) - Bosnie-Herzégovine (The Association of Sports Dance Clubs in Bosnia and Herzegovina) |
| - Albanie (Albanian Dance Sport Federation) - Andorre (Federació Andorrana de Ball Esportiu) - Arménie (Armenian Dance Sport Federation) - Autriche (Austrian DanceSport Federation) - Biélorussie (Belarus Dance Sport Alliance) - Belgique (Belgian Dancesport Federation) - Croatie (Croatian Dance Sport Federation) - Chypre (Cyprus Federation of Social and Sport Dance) - République tchèque (Czech Dance Sport Federation) - Danemark (Danmarks Sportdanserforbund) - Angleterre (DanceSport England) - Estonie (Estonian Dance Sport Association) - Finlande (Finnish Dance Sport Federation) - France (Fédération Française de Danse) - Géorgie (Georgian National DanceSport Federation) - Allemagne (Deutscher Tanzsportverband e.V.,) - Grèce (National DanceSport Federation of Greece) - Hongrie (Hungarian Dancesport Association) - Islande (Icelandic Dance Sport Federation) - Irlande (DanceSport Federation of Ireland) - Israël (Israel Dance Sport Federation) - Italie (Federazione Italiana Danza Sportiva) - Lettonie (Latvian Dance Sport Federation) - Liechtenstein (Liechtensteiner Tanzsportverband) | - Lituanie (Lithuanian Dance Sport Federation) - Luxembourg (DanceSport Federation Luxembourg ) - Macédoine (Macedonian Dance Sport Federation) - Malte (Malta Dancesport Association) - Moldavie (Moldova Dance Sport Federation) - Monaco (The Monaco DanceSport Association ) - Monténégro (Montenegro Dance Sport Federation) - Pays-Bas (Nederlandse Algemene Danssport Bond) - Norvège (Norges Danseforbund) - Pologne (Dance Sport Federation Poland) - Portugal (Federacao Portuguesa de Danca Desportiva) - Roumanie (Romanian DanceSport Federation) - Russie (All Russian Federation of DanceSport and Acrobatic Rock'n'Roll) - Saint-Marin (San Marino DanceSport Federation) - Écosse (DanceSport Scotland) - Serbie (DanceSport Federation of Serbia) - Slovaquie (Slovak Dance Sport Federation) - Slovénie (DanceSport Federation of Slovenia) - Espagne (Spanish DanceSport Federation) - Suède (Svenska Danssportförbundet) - Suisse (Schweizer Tanzsport Verband) - Turquie (Turkish DanceSport Federation) - Ukraine (All Ukrainian DanceSport Federation) - Pays de Galles (DanceSport Wales) | | |

## Adhésion à d'autres organismes
- SportAccord
- Association internationale des Jeux mondiaux (IWGA pour International World Games Association)
- Association des fédérations internationales de sports reconnues par le Comité international olympique (ARISF pour Association of IOC Recognised International Sports Federations)
- Jeux mondiaux des maîtres (IMGA pour International Masters Games Association)

## Relations avec leWorld Dance Council
La WDSF n'est pas le seul organisme dans le domaine des compétitions de danse sportive. Le World Dance Council (WDC) est une autre organisation internationale importante, autrefois tournée vers les compétitions de danseurs professionnels. L'ouverture d'une ligue amateur du WDC (WDC Amateur League) en 2007, puis celle d'une division professionnelle à l'IDSF (IDSF Professional Division) en 2010, mettent les deux organisations en conflit .
La WDSF a ainsi interdit à ses membres de participer aux compétitions n'étant pas prévues et organisées par la WDSF ou l'un de ses membres nationaux, excluant ainsi les compétitions du WDC. Cette politique a pris fin par vote des membres lors de l'assemblée générale de 2012, la WDSF reconnaissant aujourd'hui aux sportifs un "droit de danser".
La WDSF et le WDC interdisent la participation des couples de même sexe aux compétitions, en vertu de l'article D2.1.1 qui stipule qu'un couple est composé d'un homme et d'une femme.

## Publications
The International News (Tanzsportmagazin), qui faisait office de publication officielle de la WDSF depuis 1998, a été remplacé en 2004 par DanceSport Today puis, en 2009, par le magazine World DanceSport.

## Présidents
| Nom              | Pays      | Présidence                                              |
| ---------------- | --------- | ------------------------------------------------------- |
| Otto Teipel      | Allemagne | 12 mai 1957 – 13 mai 1962                               |
| Heinrich Bronner | Allemagne | 13 mai 1962 – 23 juin 1963                              |
| Rolf Finke       | Allemagne | 23 juin 1963 – 27 juin 1965                             |
| Detlef Hegemann  | Allemagne | 27 juin 1965–1998                                       |
| Rudolf Baumann   | Suisse    | 1998 – 11 juin 2006 retraité, président d'honneur à vie |
| Carlos Freitag   | Espagne   | 6 novembre 2006 – 23 janvier 2016                       |
| Lukas Hinder     | Suisse    | 23 janvier 2016 – 17 novembre 2019                      |
| Shawn Tay        | Singapour | 17 novembre 2019 – aujourd'hui                          |

## Liens
- Association des fédérations internationales de sports reconnues par le Comité international olympique
- Liste des fédérations sportives internationales
- Danse sportive
- Danse de salon
- Danse en fauteuil roulant